# Zefiryn Giménez Malla
Zefiryn Giménez Malla OFS, właśc. Ceferino Giménez Malla, również: Ceferino Jiménez Malla znany też jako El Pele lub El Kalo (ur. 26 sierpnia 1861 w Benavent de Segria w Katalonii, zm. 8 sierpnia 1936 w Barbastro w Aragonii) – hiszpański Rom, z zawodu poganiacz i sprzedawca mułów, osłów i koni, tercjarz franciszkański, męczennik i błogosławiony Kościoła katolickiego.

## Życiorys
O wczesnych latach życia Zefiryna Gimeneza Malla wiadomo niewiele, poza tym, że jak większość ówczesnych Romów często zmieniał miejsce pobytu. Ochrzczony został już jako człowiek dorosły. W roku 1912 (w wieku lat 51) ożenił się z Teresą Gimenez Castro, którą kochał od wczesnej młodości. Małżeństwo to było bezdzietne, ale adoptowało bratanicę Teresy – Pepitę.
Ok. roku 1920 małżeństwo Gimenez, dzięki handlowi końmi i mułami, stało się na tyle zamożne, że kupiło dom w Barbastro. W roku 1922 zmarła Teresa.
Zefiryn aktywnie uczestniczył w życiu religijnym. W jego formacji duchowej dużą rolę odegrał ksiądz Nicholas Santos de Otto. Wkrótce został katechetą, mimo że nigdy nie odebrał żadnego formalnego wykształcenia. Był również dyrygentem chóru i kierownikiem kółka różańcowego, należał również do Trzeciego Zakonu Franciszkańskiego (Franciszkański Zakon Świeckich w roku 1926). Miał duży autorytet w miejscu zamieszkania. Często zwracano się do niego z prośbą o arbitraż przy rozstrzyganiu sporów.
W roku 1936 władze republikańskie prześladowały członków Kościoła katolickiego. Zefiryn wielokrotnie publicznie krytykował poczynania władz. Prześladowania nasiliły się po wybuchu wojny domowej. Bezpośrednią przyczyną aresztowania Gimeneza był fakt, że stanął on w obronie młodego księdza, wleczonego po ulicy za nogi. W trakcie zatrzymania u Gimeneza znaleziono różaniec. W celi więziennej aresztowany dużo się modlił. Nie skorzystał z propozycji uwolnienia w zamian za zaprzestanie modlitwy różańcowej. Po 15 dniach uwięzienia, tj. 8 sierpnia 1936 r., został rozstrzelany na cmentarzu w Barbastro. Przed śmiercią wypowiedział słowa: „Niech żyje Chrystus Król”. Najpierw został pochowany w nieoznakowanym grobie. Po wojnie ciało ekshumowano i pochowano obok żony.

## Beatyfikacja
Zefiryn Jimenez Malla jest pierwszym przedstawicielem narodowości romskiej, który został przez Kościół katolicki ogłoszony błogosławionym i patronem wszystkich Romów.
Beatyfikacji dokonał papież Jan Paweł II dnia 4 maja 1997 r. Bł. Zefiryn uznany został za męczennika, gdyż jego śmierć miała wyraźny związek z wyznawaną przez niego wiarą. Uroczystość beatyfikacji odbyła się w Rzymie. Uczestniczyło w niej ok. 40 000 wiernych, w tym wielu Romów.

## Dzień obchodów
Zgodnie ze zwyczajem za dzień, w którym obchodzi się wspomnienie liturgiczne błogosławionego to dies natalis (8 sierpnia - dzienna rocznica śmierci).